# Jean Ritchie

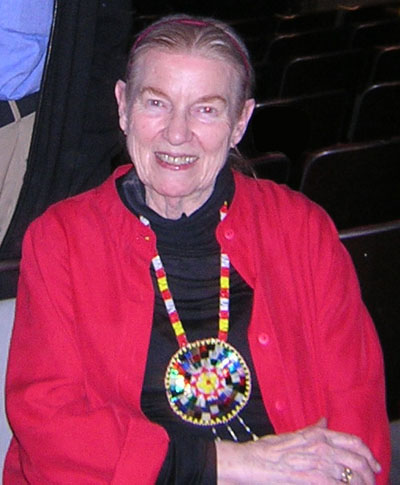
Ritchie na een optreden in 2008

Jean Ritchie (Perry County (Kentucky), 8 december 1922 – aldaar, 1 juni 2015) was een Amerikaans auteur, artiest, componist en een verzamelaar van folkmuziek. Zij bespeelde een Appalachiaanse dulcimer.

## Biografie
Ze studeerde in 1946 af aan de Universiteit van Kentucky in maatschappelijk werk. Als sociaal werkster trok ze naar New York, maar muziek – met name folkmuziek – speelde toen al een belangrijke rol in haar leven. In New York leerde ze Alan Lomax kennen. Hij herkende haar talent en gaf haar muziek voor het eerst uit.
Ritchie's populariteit groeide sindsdien snel. Ze werd vooral gewaardeerd om haar zelfgemaakte muziek en liedteksten die een directe betrokkenheid uitstralen bij haar verleden, familie en omgeving. Onder meer artiesten als Kenny Rogers en Emmylou Harris zongen werk van haar.
In 1977 won ze de Rolling Stone Critics’ Award voor haar album None But One. In 2002 werd ze opgenomen in de Kentucky Music Hall of Fame.
- Bibliothèque nationale de France: cb13957295x (data)
- Gemeinsame Normdatei: 1180402898
- International Standard Name Identifier: 0000 0000 8131 6314
- Library of Congress Control Number: n81126815
- MusicBrainz: ea81bd75-b65f-4d93-aaf4-33f3c0c3ea14
- Nationale Bibliotheek van Israël: 987007270900405171
- Nederlandse Thesaurus van Auteursnamen: 071090290
- SNAC: w66125hk
- Système universitaire de documentation: 084073314
- Virtual International Authority File: 52423989
- WorldCat: E39PBJxGRb3VTK3KTMDVY9mfMP